# Гарсия, Макарена
Макарена Гарсия де ла Камача Гутьеррес-Амбросси (исп. Macarena García de la Camacha Gutiérrez-Ambrossi; род. 26 апреля 1988, Мадрид, Испания) — испанская актриса

. Лауреат премии Гойя (2012).

## Биография
Макарена Гарсия родилась в 1988 году. Начала заниматься художественной гимнастикой, когда ей было восемь лет. Когда ей было четырнадцать, она начала сочетать его с танцами, как современными, так и фанковыми, в танцевальных школах Carmen Senra и Academia Broadway. Росарио Руис и Нора Трояни несколько лет учили её петь. Кроме того, в последние годы она дополнила свое обучение уроками игры на гитаре. Её старший брат, Хавьер Амбросси, также стал актёром.
Она получила свою первую роль, когда ей было тринадцать лет, и исполнила роль Канелильи в «En nombre de la Infanta Carlotaиз Jara productions», мюзикле, который исполнялся в течение нескольких сезонов в театре Мадрида. Она также участвовала в дубляже «Школьного мюзикла» и исполнила главную роль с Даниелем Дихесом.
С тех пор она приняла участие в нескольких телесериалах, таких как «Hospital Central», «Punta Escarlata» и «Чёрная лагуна». Но роль, которая сделала её известной, была роль Чело, дочери швейцаров в Amar en tiempos revueltos между 2010 и 2012 годами.
В кино она исполнила главную роль в фильме «Белоснежка» режиссера Пабло Бергера, вышедшем на экраны в 2012 году. Эта работа принесла ей очень важные награды, такие как «Concha de Plata a la mejor actriz» на Международном кинофестивале в Сан-Себастьяне и её первая премия Гойи за лучшую новую актрису. В 2018—2019 годах принимала участие в телесериале «Другой взгляд», где исполнила роль Мануэлы.